# Neonycteris pusilla
Neonycteris pusilla es una especie de murciélago de la familia Phyllostomidae. Es el único miembro del género monotípico Neonycteris.

## Distribución geográfica
Se encuentra en: Sudamérica en  Brasil y Colombia.